# Searsia problematodes
Searsia problematodes är en sumakväxtart som först beskrevs av Merxm. & Roessler, och fick sitt nu gällande namn av Moffett. Searsia problematodes ingår i släktet Searsia och familjen sumakväxter. Inga underarter finns listade i Catalogue of Life.